# Jenna Elfman
Jenna Elfman (30 de septiembre de 1971) es una actriz estadounidense de cine y televisión, conocida por interpretar Dharma en la serie de televisión Dharma & Greg y a June en la serie apocalíptica Fear the Walking Dead a partir de la 4° temporada, entre otras producciones.

## Biografía

### Infancia
Jenna Elfman nació como Jennifer Mary Butala en Los Ángeles, hija de Sue Grace, ama de casa, y Richard Wayne Butala, un ejecutivo de Hughes Aircraft. Por parte de su padre tiene ascendencia croata. Su tío es Tony Butala, integrante del grupo The Lettermen. Estudió danza en Los Ángeles County High School for the Arts donde se graduó en 1989. Antes de comenzar su carrera en televisión estudió con Milton Katselas en la academia de Beverly Hills.

### Carrera
Antes de comenzar su trabajo en series de televisión realizó diferentes anuncios comerciales. Apareció como actriz invitada en la temporada 1995-1996 de series de la cadena ABC como Roseanne, Policías de Nueva York, The Monroes y Murder One. También intervino en un episodio de Almost Perfect, serie de la CBS.
Su interpretación más conocida es en la comedia Dharma & Greg, donde interpretó a Dharma desde 1997 hasta 2002 en la cadena ABC. Gracias a este papel ganó un Globo de Oro y fue nominada dos veces a los premios Emmy.
En 2004, produjo y protagonizó la película Touched. En noviembre de 2005, la CBS anunció la serie Courting Alex con Jenna como protagonista, el 23 de enero de 2006 fue estrenada.
También ha participado en otras películas como La tribu de los Krippendorf, Edtv, Looney Tunes: De nuevo en acción y Keeping the Faith.
A partir del 2018, integra el grupo de los actores protagonistas, a partir de la cuarta temporada de la serie Fear the Walking Dead, como Naomi una enfermera que perdió a su hija debido al virus.

### Vida personal
Conoció a su marido, el también actor Bodhi Elfman, en un casting para un anuncio de Sprite en febrero de 1991. Cuatro años más tarde, en 1995, contrajeron matrimonio. Bodhi es descendientes de judíos, y Jenna fue educada como católica. Ella, introducida por su marido, se unió a la cienciología en 1991.
En 2005, asistió a la controvertida inauguración del museo Psychiatry: An Industry of Death, propiedad de la iglesia de la cienciología, que sostiene una teoría de conspiración que relaciona a Adolf Hitler con la profesión de psiquiatra.

## Filmografía
- 1990: Halo – Videoclip de Depeche Mode. (Bailarina). Para la colección Strange Too.
- 1993: Double Deception – TV. (Lisa Majorski)
- 1996: Townies – TV. (Shannon Canotis)
- 1996: Her Last Chance – TV. (Leslie)
- 1997-2002: Dharma & Greg – TV. (Dharma Freedom Finklestein Montgomery)
- 1997: Grosse Pointe Blank – Cine. (Tanya)
- 1998: Dr. Dolittle – Cine. (Owl)
- 1998: Can't Hardly Wait – (Cine).
- 1998: Krippendorf's Tribe – Cine. (Verónica Micelli)
- 1999: EDtv – Cine. (Shari)
- 1999: Anthrax: Return of the Killer B's Video Anthology - Cine
- 1999: Venus – Cine. (Venus)
- 2000: The Tangerine Bear – Cine. (Lorelei)
- 2000: Cyberworld – Cine. (Phig)
- 2000: Keeping the Faith – Cine. (Anna Riley)
- 2001: Town and Country – Cine. (Auburn)
- 2002: Obsessed – TV. (Ellena Roberts)
- 2003: Looney Tunes: Back in Action – Cine. (Kate)
- 2004: Clifford's Really Big Movie – Cine. (Dorothy)
- 2004-2011: Two and a Half Men - TV. (Frankie/Dharma)
- 2005: Touched – Cine. (Ángela Martin)
- 2005: What's Hip, Doc? – Cine. (Supermodelo, voz)
- 2006: Courting Alex – TV. (Alex Rose).
- 2007: Literacy Superstar – TV.
- 2008: The Six Wives of Henry Lefay – Cine.
- 2009: Love Hurts
- 2009: Accidentally On Purpose - TV. (Billie Chase)
- 2011: Friends with Benefits
- 2012: Damages (Naomi Wallings) - TV
- 2014 Big Stone Gap
- 2018-2023: Fear The Walking Dead (June/Naomi/Laura) - TV